# Komki-Ipala
Komki-Ipala è un dipartimento del Burkina Faso classificato come comune, situato nella provincia  di Kadiogo, facente parte della Regione del Centro.
Il dipartimento si compone del capoluogo e di altri 16 villaggi: Baragho, Komki-Peulh, Kossodo, Lao, Lao-Peulh, Lemnogo, Lougbisse, Nabelin, Sogue, Tampoussoumdi, Tintilou, Toezouri, Viou, Vipalogho, Wogzougou e Yaoghin.